# Стасюлевич, Михаил Матвеевич
Михаи́л Матве́евич Стасюле́вич (28 августа (9 сентября) 1826, Санкт-Петербург — 23 января (5 февраля) 1911, Санкт-Петербург) — русский историк и публицист, редактор журнала «Вестник Европы». Действительный статский советник.

## Биография
Родился в Санкт-Петербурге 28 августа (9 сентября) 1826 года в семье врача. С 1837 года учился в Ларинской гимназии, которую окончил в 1843 году. В 1847 году окончил филологическое отделение философского факультета Санкт-Петербургского университета, занимался у М. С. Куторги. В 1849 году защитил магистерскую диссертацию «Афинская гегемония», в 1851 — диссертацию на степень доктора исторических и политических наук «Ликург Афинский». В 1852 году стал доцентом университета, преподавал историю в Ларинской гимназии (1847—1853) и в Патриотическом институте (в конце 1840-х — начале 1850-х гг.), а также детям великой княгини Марии Николаевны — Марии Максимилиановне и Николаю Максимилиановичу Лейхтенбергскому. С 1853 года адъюнкт-профессор, с 1859 года — экстраординарный профессор всеобщей истории Санкт-Петербургского университета. Читал «Историю средних веков» (1853—1861), «Историю происхождения Английского парламента» (1859—1860), «Историоматию в её связи с общим развитием цивилизации» (1860—1861). В числе его учеников — В. Г. Васильевский.
В 1860—1862 годах преподавал историю Великому князю Николаю Александровичу.
В 1861 году вместе с К. Д. Кавелиным, А. Н. Пыпиным, В. Д. Спасовичем и Б. И. Утиным ушёл в отставку в знак протеста против подавления студенческого движения. И до 1866 года был членом учёного комитета министерства народного просвещения по предмету всеобщей истории.
Основные темы исторических работ М. М. Стасюлевича — древняя Греция и западно-европейское средневековье. В 1863—1865 годах он издал трёхтомную «Историю средних веков, в её источниках и современных писателях» (2-е изд. — СПб., 1885—1887; 3-е изд. — СПб., 1902—1907 и др.). Также им были напечатаны: «Опыт исторического обзора главных систем философии истории» (СПб., 1866) и «Философия истории в главнейших её системах. Исторический очерк» (СПб., 1902; 2-е изд. — СПб., 1908).
С 1866 по 1908 годы был редактором либерального литературно-художественного журнала «Вестник Европы». Сотрудничал во многих органах печати. В 1881 году также издавал ежедневную газету «Порядок», однако после смерти Александра II она была сначала запрещена в розничной продаже, затем приостановлена на шесть недель; в конце концов, «Порядок» просуществовал лишь один год, принеся издателю-редактору немало материального ущерба и моральных тревог и огорчений.
С 1881 года до 1909 года состоял гласным Санкт-Петербургской городской думы; в 1883 году был избран товарищем городского головы, но не был утверждён в должности министерством внутренних дел (с момента своего протеста в 1861 году числился неблагонадёжным); с 1883 года был председателем исполнительной комиссии по надзору за водоснабжением, в течение десяти лет (1890—1900) возглавлял комиссию по народному образованию, членом которой был с 1884 года — способствовал увеличению числа начальных училищ в Санкт-Петербурге (262 — в 1890, 344 — в 1900), инициатор создания т. н. школьных домов, объединявших несколько училищ. Участвовал в разработке Положения об общественном управлении Санкт-Петербурга (1903), позднее — проекта общероссийской реформы городского самоуправления (был внесён в Государственную думу в 1906 году от Санкт-Петербургской городской думы). В 1883 году составил исторический очерк деятельности думы.
В феврале 1911 года А. Ф. Кони писал в «Вестнике Европы»:

Но надо было видеть его на освящениях новых обширных училищных зданий, на актах и школьных празднествах, среди толпы собранных им детей; надо было посетить вместе с ним несколько городских училищ, чтобы понять, сколько любящего сердца и деятельной воли вкладывал он именно в школьное дело… Недаром приняв в своё заведование 262 городских училища и 8 воскресных школ, он через десять лет оставил 344 училища, с 22 тысячами учащихся, и 22 воскресных школы. Переживший на два года золотую свадьбу своей безмятежной семейной жизни, он не имел потомства, — и сердце его широко открылось для чужих детей.

В декабре 1908 года его имя было присвоено 7‑му женскому четырёхклассному городскому училищу на Васильевском острове, основателем которого он был (ныне здание Губернаторского физико-математического лицея № 30).
12 августа 1909 года городская дума ходатайствовала о присвоении Стасюлевичу звания почётного гражданина и назвала именем Стасюлевича мужское четырёхклассное училище. Ходатайство утверждено Николаем II 29 декабря 1909 года.
В январе 1906 года М. М. Стасюлевич стал одним из учредителей Партии демократических реформ.
Был пожалован чином действительного статского советника. Являлся почётным мировым судьёй Санкт-Петербурга, почётным членом Санкт-Петербургского и Харьковского университетов.
Умер 23 января (5 февраля) 1911 года. Был похоронен в приделе «Утоли моя печали» Воскресенской церкви, при входе на Смоленское кладбище; могила считается утраченной.

## Семья
Был женат с 1859 года на Любови Исааковне Утиной (1838, Киев — 1917), будущей участнице Женской издательской артели и начальнице женских Бестужевских курсов, сестре адвокатов Б. И. Утина и Е. И. Утина, народника Н. И. Утина. На следующий год после женитьбы он обосновался в доме своего тестя (Галерная улица, д. 20, кв. 80) и прожил там более полувека, с 1860 по 1911 годы. Здесь же была и редакция журнала «Вестник Европы».